# Brachymeles ilocandia
Brachymeles ilocandia — вид сцинкоподібних ящірок родини сцинкових (Scincidae). Ендемік Філіппін.

## Поширення і екологія
Brachymeles ilocandia мешкають на північному сході острова Лусон та на острові Каміґуїн-Норте. Вони живуть у вологих рівнинних тропічних лісах. Ведуть риючий спосіб життя.